# Szamil Mustajew
Szamil Asgatowicz Mustajew (ros. Шамиль Асгатович Мустаев, ur. 17 maja 1929 we wsi Nurłaty w rejonie buinskim w Tatarskiej ASRR, zm. 1 grudnia 2012) – przewodniczący Prezydium Rady Najwyższej Tatarskiej ASRR (1986-1990).
Od 1942 pracował w kołchozie, później skończył technikum weterynaryjne, pracował jako weterynarz, był aktywistą Komsomołu. Po odbyciu 1953 służby wojskowej został funkcjonariuszem partyjnym, instruktor wydziału rolnego i I sekretarz rejonowego komitetu KPZR, 1969-1984 minister finansów Tatarskiej ASRR, 1984-1986 przewodniczący Tatarskiej Obwodowej Rady Związków Zawodowych. Od 1986 do kwietnia 1990 przewodniczący Prezydium Rady Najwyższej Tatarskiej ASRR, deputowany do Rady Najwyższej RFSRR, wielokrotny deputowany do Rady Najwyższej Tatarskiej ASRR.

## Odznaczenia
- Order Czerwonego Sztandaru Pracy (dwukrotnie)
- Order Przyjaźni Narodów
- Medal za Ofiarną Pracę (Tatarstan)
- Tytuł i odznaka "Zasłużony Ekonomista RFSRR"